# 丹尼爾·李
丹尼爾·李 （Daniel Lee，1986年1月22日—）是一位英国时装设计师。 2018年6月，他被任命为意大利奢侈时尚品牌宝缇嘉的创意总监。 2021年 11月10日，丹尼爾·李不再擔任宝缇嘉的创意总监一职。 2022年10月3日，他正式接替Riccardo Tisci成為Burberry最新品牌創意總監就任。